# Protner
Protner je priimek več znanih Slovencev:
- Franc Protner, vinar
- Jože Protner (*1944), vinar in politik